# Der lange Weg zur Freiheit
Der lange Weg zur Freiheit ist der deutsche Titel der 1994 zuerst in den USA und in Großbritannien erschienenen Autobiografie (Long Walk to Freedom) von Nelson Mandela, dem jahrzehntelang inhaftierten Anti-Apartheid-Kämpfer, Symbolfigur der stärksten Freiheitsbewegung in Südafrika, Friedensnobelpreisträger und erstem schwarzen Präsidenten in der Geschichte Südafrikas. Die Endfassung schrieb der US-amerikanische Journalist Richard Stengel aufgrund eines 1976 aus dem Gefängnis geschmuggelten Manuskripts Mandelas sowie Interviews, die Stengel ab 1992 mit Mandela führte.

## Inhalt

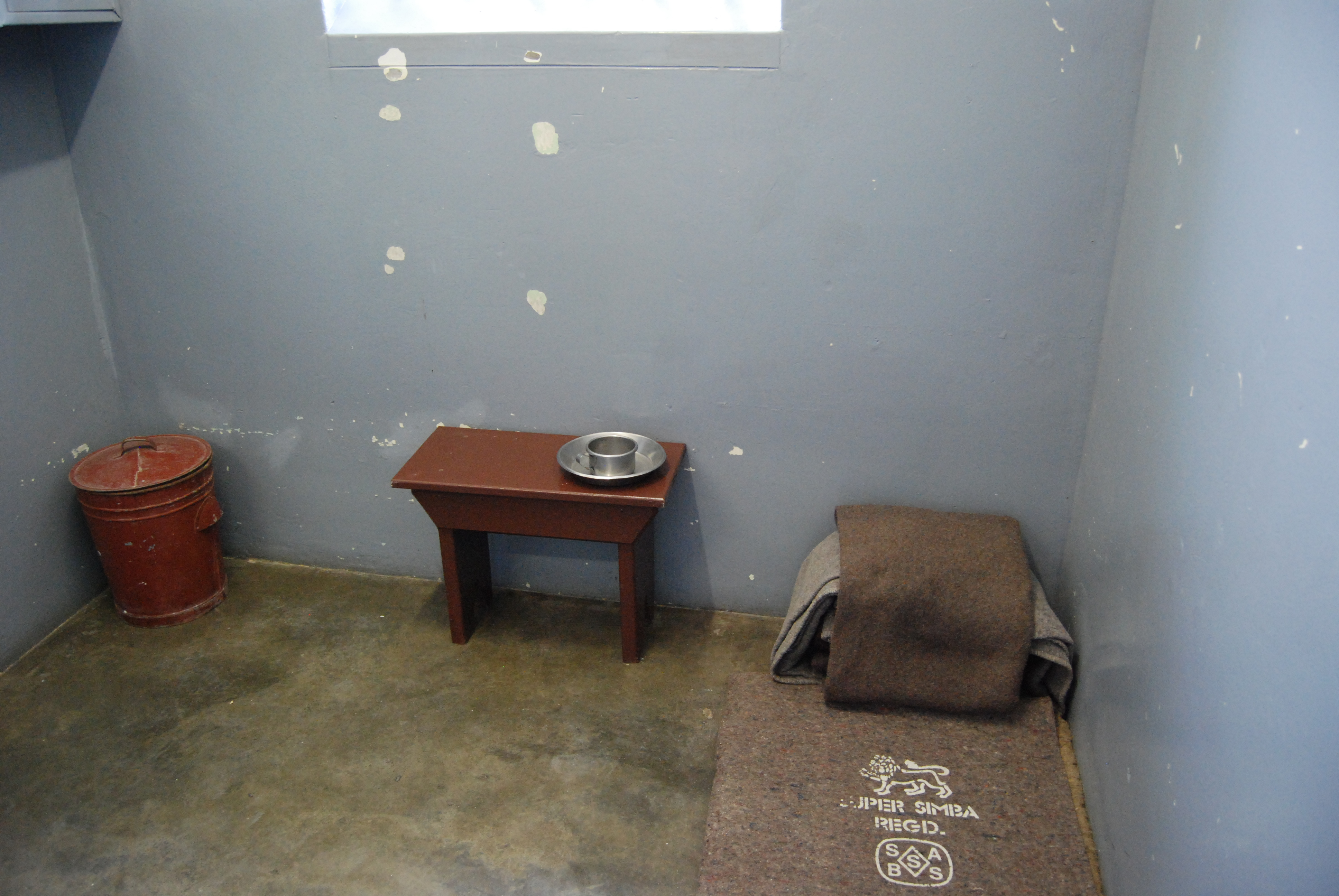
Mandelas Gefängniszelle: Ein Großteil seiner Autobiographie entstand während der Haft auf Robben Island

Mandela schildert ausführlich seine Kindheit in dem kleinen Dorf Qunu in der Transkei als Sohn eines Xhosa-Königshauses, seinen Ausbildungsweg an Schule und Universität, die Tätigkeit als junger Rechtsanwalt in Johannesburg und seine damit einhergehende Politisierung. Ferner werden die Aktivitäten im African National Congress (ANC) und in dessen „bewaffneten Arm“, dem MK, für die Befreiung vom Apartheidregime, die beiden gegen ihn und andere geführten politischen Prozesse, seine insgesamt fast drei Jahrzehnte dauernde Inhaftierung, insbesondere unter den extrem belastenden Bedingungen auf der Gefängnisinsel Robben Island im Atlantik vor Kapstadt als Häftling 46664, sowie die schon vor seiner Freilassung mit den Präsidenten Botha und de Klerk geführten Gespräche über die erneute Legalität des ANC und eine Beendigung der Apartheid aus seiner Sicht dargestellt.
Das Buch bezieht auch die familiäre Situation Mandelas, insbesondere seine ersten beiden Ehen, mit ein. Da die Biografie vier Jahre vor seiner dritten Eheschließung erschienen ist, findet diese keine Erwähnung. Sie endet mit den ersten freien und gleichen Wahlen und der nachfolgenden Amtseinführung Mandelas als Präsident am 10. Mai 1994.

## Entstehungsgeschichte
Ende 1975 schlug Mithäftling Ahmed Kathrada vor, dass Mandela seine Autobiografie schreiben könne. Mehrere hundert Seiten des Manuskripts schrieb Mandela heimlich in der Haft auf Robben Island. Er verfasste 10 bis 15 Seiten pro Nacht und brauchte rund drei Monate. Dabei halfen ihm mehrere Mithäftlinge. Ahmed Kathrada und Walter Sisulu fungierten als Lektoren, Mac Maharaj und Laloo Chiba übertrugen das Manuskript in Miniaturschrift, so dass es nur noch ein Zehntel des Papiers benötigte. Das Originalmanuskript versteckten die Häftlinge, indem sie es in Kakaobehältern im Garten vergruben, wobei sie selbstgefertigtes Werkzeug verwendeten. Das Manuskript wurden bei Bauarbeiten vom Gefängnispersonal gefunden. Mandela, Kathrada und Sisulu, deren Handschriften im Manuskript erschienen, wurden mit einem vierjährigen Studierverbot belegt. Die Kopie in Miniaturschrift wurde im Dezember 1976 von Maharaj bei seiner Entlassung herausgeschmuggelt. Geplant war eine Veröffentlichung zu Mandelas 60. Geburtstag im Juli 1978. Die ANC-Exilführung entschied sich jedoch dagegen.
Nach Mandelas Entlassung 1990 wurde das Buch von dem US-amerikanischen Journalisten und späteren Politiker Richard Stengel auf der Grundlage des ersten Manuskripts und von Interviews mit Mandela verfasst. Stengel wird aber nicht als Autor bzw. Co-Autor erwähnt.
Vom Originalmanuskript aus Robben Island sind einige Seiten erhalten.

## Vorarbeiten
In Zusammenarbeit mit Ruth First hatte Mandela bereits den Rivonia-Prozess publizistisch aufgearbeitet, der 1965 mit dem Titel No Easy Walk to Freedom mit Vorworten von Ahmed Ben Bella und Oliver Tambo in London erschien.

## Gliederung
1. Teil: Eine Kindheit auf dem Lande
2. Teil: Johannesburg
3. Teil: Die Geburt eines Freiheitskämpfers
4. Teil: Der Kampf ist mein Leben
5. Teil: Verrat
6. Teil: Der schwarze Pimpernell
7. Teil: Rivonia
8. Teil: Robben Island: Die schwarzen Jahre
9. Teil: Robben Island: Wachsende Hoffnung
10. Teil: Reden mit dem Feind
11. Teil: Freiheit

## Widmung
Das Buch widmete Mandela seinen 6 Kindern, 21 Enkeln und 3 Urenkeln sowie ausdrücklich allen „Kameraden, Freunden und südafrikanischen Mitbürgern“, denen er diene.

## Rezeption
Thomas Kerstan nahm das Buch 2018 in seinen Kanon für das 21. Jahrhundert auf, einer Auswahl von Werken, die seines Erachtens „jeder kennen sollte“.

## Ausgaben
- Nelson Mandela: Der lange Weg zur Freiheit. S. Fischer Verlag, Frankfurt am Main 1994, ISBN 978-3-10-047404-9 (englisch: Long Walk to Freedom. Übersetzt von Günter Panske, Erstausgabe: Little, Brown & Company, London  1994, Original-ISBN 0-316-54585-6).